# Albert Hinrich Hussmann
Albert Hinrich Hussmann, auch Albert Hinrich Hußmann (* 3. März 1874 in Lüdingworth; † 15. November 1946 in Fürstenberg) war ein deutscher Bildhauer und Maler.

## Biografie
Nach seiner Schulzeit in Lüdingworth und Cuxhaven studierte Hussmann an der Hochschule für Bildende Künste in Berlin. Bald spezialisierte er sich auf die Darstellung von Pferde- und Reiterstatuen und war damit ab 1899 regelmäßig auf der großen Berliner Kunstausstellung vertreten. Nach Beendigung seines Studiums erhielt Hussmann eine Professur an der Hochschule für Bildende Künste und unterhielt in Berlin ein eigenes Atelier. 1914 verlieh Kaiser Wilhelm II. ihm die Goldene Medaille für Kunst für eines seiner Reiterstandbilder.
1911 hat er seine Frau Wally geheiratet.
In der Zeit des Nationalsozialismus war Hussmann Mitglied der Reichskammer der bildenden Künste und u. a. 1940, 1942 und 1943 mit Tierplastiken auf der Großen Deutschen Kunstausstellung in München vertreten.
Hussmann wohnte in Berlin zuletzt in Mariendorf, Ringstraße 86.  Nach der Zerstörung seiner Berliner Ateliers siedelte er mit seiner Frau 1944 nach Fürstenberg an der Weser um. Bis zu seinem Tod entwarf er für die dort ansässige Porzellanmanufaktur Fürstenberg zahlreiche Porzellanfiguren.
Die Gemeinde Fürstenberg ehrte Hussmann, indem sie einen Platz mit kleiner Parkanlage nach ihm benannte. Wally Hussmann stiftete zur Gestaltung des Hussmannplatzes die Pferdestatue „Vollblut“, die in Berlin der Zerstörung entgangen war.

## Werke

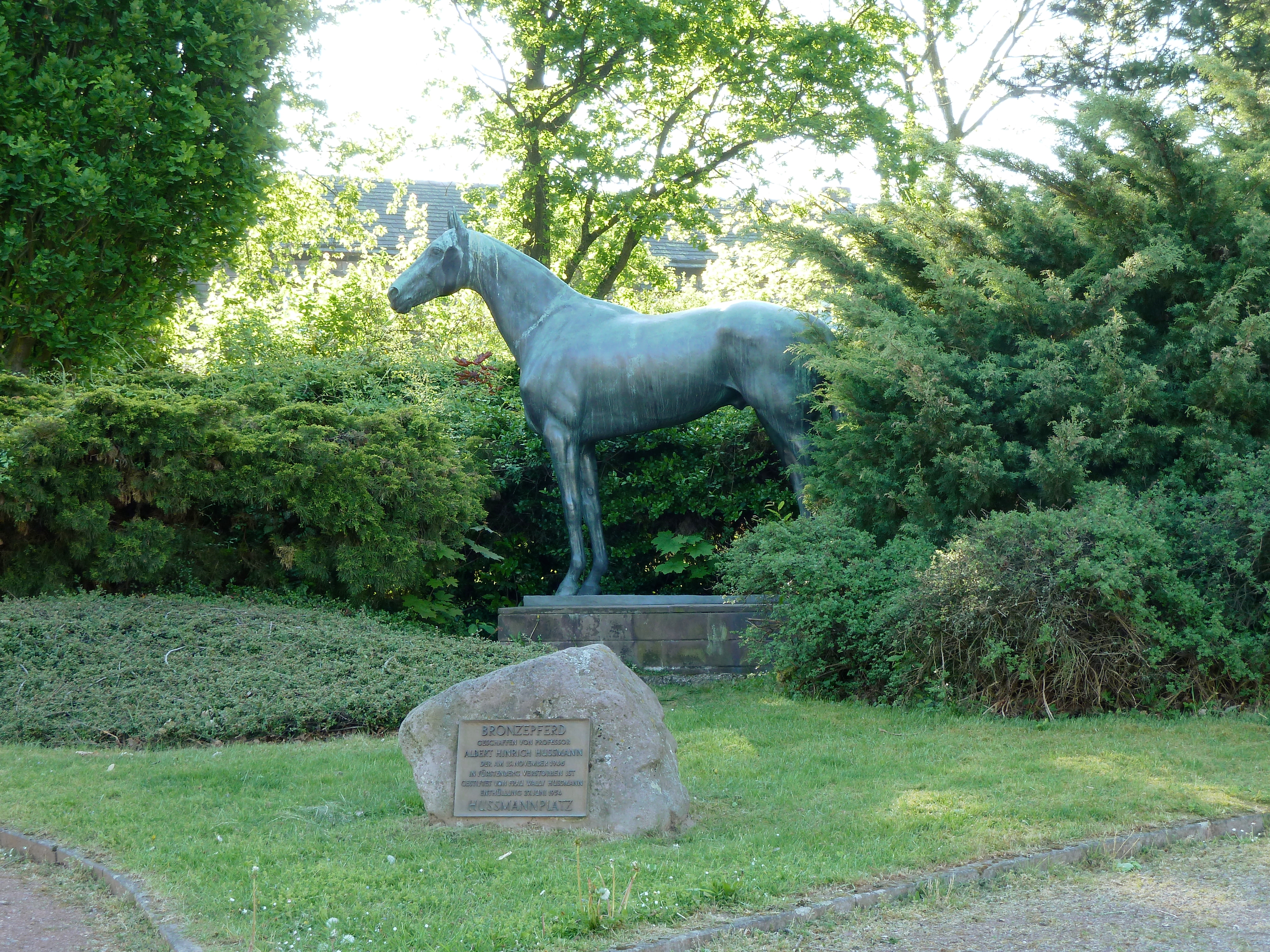
Pferdestatue Hussmanns in Fürstenberg

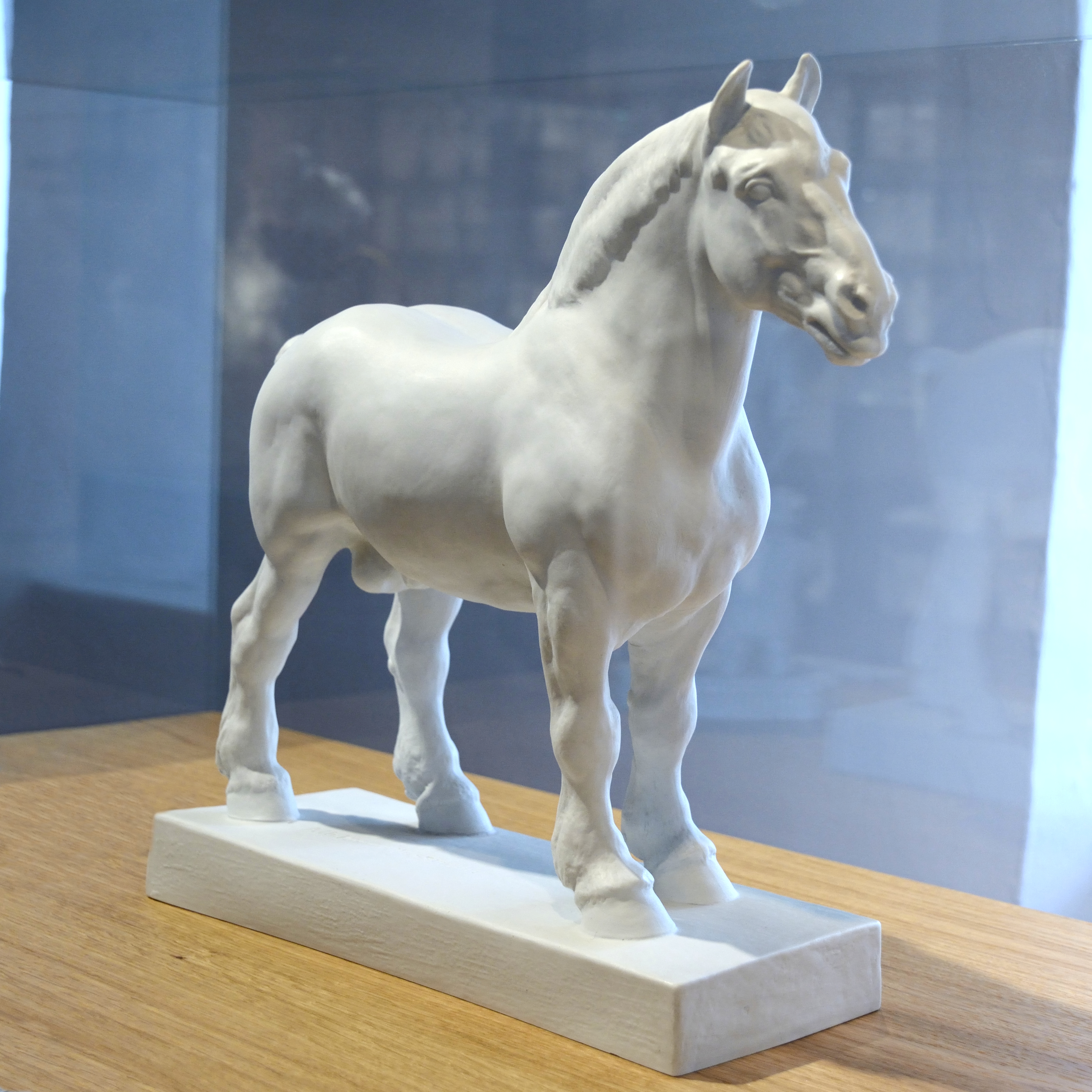
Pferdeplastik Gauherr von 1944 im Museum Schloss Fürstenberg

Hussmann zählte zu den bedeutendsten Tierplastikern des 20. Jahrhunderts. Zahlreiche Kunstwerke naturgetreuer Tiernachbildungen, vorwiegend Plastiken aus Bronze und Porzellan, bildeten sein Lebenswerk. Spätestens ab 1909 bis 1943 entwarf er regelmäßig auch Plastiken für die Porzellanmanufaktur Rosenthal in Selb. Hussmanns lebensgroße Bronzeplastik „Weidendes Pferd“ wurde vor 1924 von Gustav Krupp von Bohlen und Halbach für den Park der Villa Hügel in Essen erworben.
Im Januar 2019 wurde eine Folge der Sendung Lieb & Teuer des NDR ausgestrahlt, die von Janin Ullmann moderiert und im Schloss Reinbek gedreht wurde. Darin wurde mit dem Kunsthistoriker Stephan Schwarzl eine Bronzestatuette eines Hengstes von Hussmann besprochen.